# Ratbold II de Provença
Ratbold II, mort vers el 1010, fou comte de Provença de vers el 1006/1008 al 1010. Era fill de Ratbold I, comte de Provença i d'Emildis del Gavaldà.
Aquest comte, també mal conegut com el seu pare, és esmentat en alguns diplomes: un del 1002 que no pot referir-se a Ratbold I, ja que es tracta d'una donació a l'abadia de Montmajor que Ratbold fa en unió de la seva esposa Ermengarda ("Rotbaldus comes et coniux mea Ermengarda" .... "villam…Pertusus…in regno Provinciæ in pago Aquense"; la carta va signada per "Rotbaldus comes et uxor sua Ermengarda…Willelmus nepos suus…Adalax comitissa"
Una altra del 1005 quan governava, en la qual l'arquebisbe de Marsella Ponç ("Pontius…Massiliensis ecclesie pontifex") feia una donació amb consentiment del seu senyor Rotbald i de la comtessa Adalais i el seu fill Guillem ("domni Rodhbaldi comitis et domne Adalaizis comitisse, domnique Guillelmi comitis filii eius") que podria ser fill de Ratbold II o de Adalais (suposada esposa de Guillem II, germà de Ratbold II), ja que sembla que els dos tenien un fill de nom Guillem i tots els fills tenien la consideració de comtes. Entre els firmants figura "Ermengardi uxor Rodbaldi comitis".
Ratbold II es va casar (ja estava casat el 1002) amb una Ermengarda, d'origen desconegut (potser germana del primer comte de Savoia, Humbert I de les Blanques Mans). Vídua vers 1010, Ermengarda s'hauria casat de nou (entre el 24 d'abril i el 28 de juliol de 1011) amb Rodolf III, rei de Borgonya segons una carta de 1019 signada per "Ermengarda regina et filii mei Ugo et Willelmus", però no és segur que es tracti de la mateixa Ermengarda: s'esmenta primer a un Hug que no era un nom emprat dins la casa comtal i menys com a primer fill, ja que és esmentat el primer; cap altra referència esmenta a aquest Hug; el comte Guillem (que no seria aquest fill) és esmentat en una carta de 992 que mostra que hauria nascut a tot tardar vers 975 el que si fos correcte feria que la seva mare hauria nascut vers 960 i seria massa gran el 1011 per un segon matrimoni; aquesta dificultat es supera admetent que la carta del 992 es refereix a Guillem II, el germà de Ratbold I de Provença que si que havia de néixer abans de 975 i va morir vers 1024. Un element reforça aquesta apreciació: l'esposa de nom Adelais no pot ser la mateix Ermengarda i, per tant, seria l'esposa de Guillem II.
Ratbold i Ermengarda van tenir dos fills:
- Guillem III († 1037), comte i marquès de Provença
- Emma († 1063), comtessa de Provença, casada amb Guillem III Tallaferro, comte de Tolosa
- Hug (?)

## Font
- Els comtes de Provença